# هنود يمنيون
هنود يمنيون هم أشخاص من أصل هندي وُلِّدُوْا في اليمن أو هاجروا إلي اليمن. يشكل الهنود اليمنيون أقلية الهنود في الخارج. وعادة يُشار إليهم في اليمن على أنهم "هنود".    